# Joden (spelling)
De spelling van woorden die met het Jodendom/jodendom te maken hebben is veelvuldig gewijzigd.
Met ingang van 15 oktober 2005 wordt volgens het Groene Boekje een hoofdletter gebruikt voor Jood, Joden of Joods wanneer verwezen wordt naar de Joden als volk. Voorbeeld: Het aantal Joden in België wordt geschat op 42.000.
Wanneer men echter de joodse religie bedoelt, een aanhanger van die joodse religie of een bijvoeglijk naamwoord dat met de joodse religie samenhangt, dan gebruikt men een kleine j. Deze schrijfwijze is overeenkomstig andere godsdiensten, zoals "christen" of "moslim". Voorbeeld: In de synagoge worden wekelijks 22 joodse gebedsdiensten gehouden.
In zijn Het Koninkrijk der Nederlanden in de Tweede Wereldoorlog schreef Loe de Jong steeds over het Joodse volk en de Joden.
Lijst van woorden in het Groene Boekje (oktober 2005):
- Jodenbegraafplaats
- Jodenbuurt
- jodendom (de joodse godsdienst)
- Jodendom (het Joodse volk)
- jodenfooi
- Jodenhaat
- Jodenhater
- jodenkerk
- jodenkoek
- jodenlijm
- Jodenmop
- Jodenster
- jodenstreek
- Jodenvervolging
- Jodenvraagstuk
- Jodenwet
- Jodin
- jood: aanhanger van het joodse geloof
- Jood: lid van het Joodse volk
- joods met betrekking tot de joodse godsdienst
- Joods met betrekking tot het Joodse volk

Samenstellingen:
- anti-Joods
- joods-christelijk
- niet-Joodverklaring

In de toelichting van het Groene Boekje staat de volgende tekst hierover:
"Ook als de benaming van een groep gebaseerd is op de naam van een godsdienst, kunnen we een hoofdletter gebruiken. Die drukt uit dat we een etnische of politieke groep (al dan niet gelovige mensen) bedoelen. Zo schrijven we de dialoog tussen christenen en joden, maar de gesprekken tussen Joden en Palestijnen.
"Spotnamen voor leden van een bevolkingsgroep hebben geen hoofdletter."
De vorige versie van het Groene Boekje (1995) gebruikte consequent altijd een kleine letter j. Nog eerder werd veelvuldig een hoofdletter gebruikt.
Nederlandse streektalen kennen een andere spelling voor het woord Joden. Voorbeelden zijn:
- Joaden, de Friese spelling.
- Jeudenschoule, een Groningse term voor een lawaaiig gezelschap, ontleend aan het gebruik dat Joodse leerlingen hardop, tegelijk uit verschillende teksten reciteren.[1]

## Spellingadvies
Omdat personen die tot de joodse religie behoren per definitie, maar niet altijd door geboorte, tot het Joodse volk behoren en grenzen tussen beide vaak onduidelijk zijn, kan er twijfel ontstaan welke eerste letter, de hoofdletter of onderkast, moet worden gebruikt. De interpretatie dat men in geval van twijfel altijd de hoofdletter dient te gebruiken staat in de spellingsregels van het Trouw-schrijfboek.